# SOM-Berthiot
SOM-Berthiot (auch bekannt als Société d'optique et de mécanique de haute précision oder Lacour-Berthiot) war ein französisches Optikunternehmen.

## Geschichte
Die Firma Claude Berthiot, später Lacour-Berthiot, wurde 1857 gegründet und war bis Anfang des 20. Jahrhunderts ein Familienunternehmen, bevor sie 1908 in eine Aktiengesellschaft umgewandelt wurde. 1913 wurde das Unternehmen von Schneider et Cie übernommen und erhielt den Namen S.O.M. (Société d'Optique et de Mécanique de Haute Précision), da diese die Lieferung von Artillerieoptik sicherstellen wollten. Danach konzentrierte sich ein Teil der Produktion auf militärische Anwendungen.
Die beiden Hauptfabriken befanden sich in Paris (Boulevard Davout 125 im 20. Arrondissement und Rue de la Croix-Nivert 164 im 15. Arrondissement). Im Jahr 1934 wurde die Firma Fleury-Hermagis übernommen und damit auch zwei weitere Fabriken in Dijon (Avenue Stalingrad 45 und Rue Nicolas-Berthot).
S.O.M. war vor allem für seine Fotoobjektive bekannt, oft unter dem Namen SOM-Berthiot, aber auch unter anderen Namen. In den 1950er Jahren war es mit einer Belegschaft von über eintausend Mitarbeitern der größte französische Hersteller von Instrumentenoptik.
Bei der Oscarverleihung 1958 wurde das Unternehmen „für die Entwicklung eines hochempfindlichen variafokalen fotografischen Objektivs“ mit dem Scientific & Engineering Award der Academy of Motion Picture Arts and Sciences ausgezeichnet.
Im Jahr 1964 fusionierte das Unternehmen mit der Firma Optique et précision de Levallois (OPL) zur Société d'Optique, Précision, Electronique et Mécanique (SOPELEM), aus der später die Société de Fabrication d'Instruments de Mesure (SFIM) entstand. Das Unternehmen produzierte danach nur noch Militäroptik und wurde 1999/2000 in die SAGEM-Gruppe integriert.